# Tell Sukas
Koordinaten: 35° 18′ 22,5″ N, 35° 55′ 22″ O
Tell Sukas (arabisch تل سوكاس Tell Sūkās, DMG Tall Sūkās) bezeichnet einen Siedlungshügel (arabisch Tell) an der levantinischen Mittelmeerküste im heutigen Syrien. Die von 1958 bis 1963 von dänischen Archäologen ausgegrabenen Siedlungsreste befinden sich etwa 6 Kilometer südlich der Altstadt von Dschabla und 24 Kilometer südwestlich der Stadt Latakia im gleichnamigen syrischen Gouvernement Latakia. Tell Sukas liegt auf einem nach Westen ins Meer reichenden Vorgebirge, im Norden und Süden von zwei Hafenbuchten umschlossen. Vermutlich ist der Tell mit dem in altorientalischen Quellen erwähnten Ort Suksu oder Shuksa zu identifizieren.

## Geschichte
Jungsteinzeitliche Funde belegen eine erste Besiedlung des Tell Sukas im Zeitraum von 6550 bis 4800 v. Chr. Es bestanden Gemeinsamkeiten in der Art der Behausungen, der Bestattungsbräuche und der Wirtschaftsstruktur mit ähnlichen Ansiedlungen in Mureybet, Tell Ramad, Tell Aswad und Tell Abu Hureyra. Aus der Kupfersteinzeit und der frühen Bronzezeit gibt es in Tell Sukas hingegen keine kulturellen Nachweise. Erst in den Schichten der mittleren (etwa 2000 bis 1600 v. Chr.) und späten Bronzezeit (etwa 1600 bis 1170 v. Chr.) finden sich wieder Siedlungsspuren. Tell Sukas ist neben Ugarit und Rās ibn-Ḥāni einer der Fundplätze von Keilschrift-Tontafeln in Ugaritischer Schrift. Um 1170 v. Chr. scheint Tell Sukas, das vermutlich mit dem spätbronzezeitlichen Shukshu (Šukšu) identisch ist, durch einen Brand zerstört worden zu sein, möglicherweise durch Angriffe der Seevölker um das achte Regierungsjahr des ägyptischen Pharaos Ramses III. oder verursacht durch ein Erdbeben.
Im nordöstlichen, höchsten Geländeteil von Tell Sukas erhielten sich die Ruinen mehrerer privater und öffentlicher Gebäude aus dem späten 2. Jahrtausend bis zur zweiten Hälfte des 1. Jahrtausends v. Chr. Die eisenzeitliche Bebauung gliedert sich in zwei Phasen, die als Phönizisch II (1170 bis 850 v. Chr.) und Phönizisch I (850 bis 675 v. Chr.) bezeichnet werden. Die Trennlinie beider Zeitabschnitte bildet die teilweise Zerstörung der Siedlung um 850 v. Chr. während der assyrischen Invasion der Küste Phöniziens unter Salmanassar III. Importierte zypriotische und griechische Töpferwaren weisen für die Eisenzeit auf gute Beziehungen zwischen dem phönizischen Tell Sukas mit Zypern und dem ägäischen Raum.
Schon unter Salmanassar III. scheint es erste Ansiedlungen von Griechen gegeben zu haben. Nach der erneuten Zerstörung von Tell Sukas durch den assyrischen König Asarhaddon, 677 v. Chr. beim Feldzug gegen Sidon oder 671 v. Chr. beim Feldzug gegen das mit dem ägyptischen Pharao Taharqa verbündete Tyros, bildeten sie, einschließlich der Zyprioten, die Mehrheit der Bevölkerung. Die Gründung eines griechischen Heiligtums in der Ansiedlung kann Folge einer allmählichen Entwicklung, als auch eines Brandes oder eines kriegerischen Umbruchs einschließlich der Tötung oder Verschleppung der angestammten phönizischen Bevölkerung gewesen sein. Auf einer hochgelegenen Kultterrasse im Süden von Tell Sukas stand in dieser Epoche ein kleiner Antentempel. Die griechische Zeit wird nach drei Bauphasen unterteilt, Griechisch III (675 bis 588 v. Chr.), Griechisch II (588 bis 552 v. Chr.) und Griechisch I (552 bis 498 v. Chr.). Die Trennungen der drei Abschnitte bezeichnen wieder Zerstörungshorizonte, wobei der von 588 v. Chr. möglicherweise auf die Militäroperationen des Pharao Apries gegen das Neubabylonische Reich unter Nebukadnezar II. und dessen phönizische Vasallen zurückzuführen ist, der von 552 v. Chr. auf eine Strafexpedition des neubabylonischen Herrschers Nabonid.
Das griechische Tell Sukas wurde nach 498 v. Chr. (einem terminus post quem) aufgegeben. Ein Wiederaufbau durch phönizische Siedler erfolgte erst um 380 v. Chr. Die Siedlung des 4. Jahrhunderts v. Chr. wurde nach einem völlig neuen Plan angelegt, der nicht den hippodamischen Umrissen der ehemaligen griechischen Struktur folgte. Die neophönizische Periode dauerte bis etwa 140 v. Chr. Danach folgten wiederum zwei griechisch geprägte Zeitabschnitte, Hellenistisch II (140 bis 117 v. Chr.) und Hellenistisch I (117 bis 68 v. Chr.) genannt. Weitere, nicht näher beschriebene Funde stammen aus der römischen und byzantinischen Zeit sowie der Zeit der Kreuzfahrer und des Spätmittelalters.
Durch Emil Forrer wurden 1934 zwei erste Sondierungen in Tell Sukas vorgenommen, das in altägyptischen, ugaritischen und hethitischen Dokumenten erwähnt ist. Zwischen 1958 und 1963 kam es unter dem dänischen Archäologen Poul Jørgen Riis zu fünf Ausgrabungskampagnen an der Fundstätte.

### Endpublikation der Ausgrabung
- Poul Jørgen Riis: Sūkās 1: The North-East Sanctuary and the First Settling of Greeks in Syria and Palestine (Publications of the Carlsberg Expedition to Phoenicia 1). København, Munksgaard 1970.
- Gunhild Ploug: Sūkās 2: The Aegean, Corinthian and Eastern Greek Pottery und Terracottas (Publications of the Carlsberg Expedition to Phoenicia 2). København, Munksgaard 1973. ISBN 87-7304-012-6
- Poul Jørgen Riis; Henrik Thrane: Sūkās 3: The Neolithic Periods (Publications of the Carlsberg Expedition to Phoenicia 3). København, Munksgaard 1974. ISBN 87-7304-026-6
- Henrik Thrane: Sūkās 4: A Middle Bronze Age Collective Grave on Tall Sūkās (Publications of the Carlsberg Expedition to Phoenicia 5). København, Munksgaard 1978. ISBN 87-7304-051-7
- Verner Alexandersen: Sūkās 5: A Study of Teeth and Jaws From a Middle Bronze Age Collective Grave on Tall Sūkās (Publications of the Carlsberg Expedition to Phoenicia 6). København, Munksgaard 1978. ISBN 87-7304-057-6
- Poul Jørgen Riis: Sūkās 6: The Graeco-Phoenician Cemetery and Sanctuary at the Southern Harbour (Publications of the Carlsberg Expedition to Phoenicia 7). København, Munksgaard 1979. ISBN 87-7304-061-4
- Marie-Louise Buhl: Sūkās 7: The Near Eastern Pottery and Objects of Other Materials From the Upper Strata (Publications of the Carlsberg Expedition to Phoenicia 9). København, Munksgaard 1983. ISBN 87-7304-125-4
- John Lund: Sūkās 8: The Habitation Quarters (Publications of the Carlsberg Expedition to Phoenicia 10). København, Munksgaard 1986. ISBN 87-7304-161-0
- Evelyn Oldenburg: Sūkās 9: The Chalcolithic and Early Bronze Age Periods (Publications of the Carlsberg Expedition to Phoenicia 11). København, Munksgaard, 1991. ISBN 87-7304-218-8
- Poul Jørgen Riis: Sūkās 10: The Bronze and Early Iron Age Remains at the Southern Harbour (Publications of the Carlsberg Expedition to Phoenicia 12). København, Munksgaard 1996. ISBN 87-7304-271-4

### Weitere Veröffentlichungen
- Ali Abou Assaf: Tell Sukas. In: The Oxford Encyclopedia of Archaeology in the Near East Vol. 5. Hrsg. Eric M. Meyers, S. 90–91. Oxford University Press, New York 1997.
- Gunnar Lehmann: Untersuchungen zur späten Eisenzeit in Syrien und Libanon: Stratigraphie und Keramikformen zwischen ca. 720 bis 300 v. Chr. (Altertumskunde des Vorderen Orients: Archäologische Studien zur Kultur und Geschichte des Alten Orients 5). Ugarit-Verlag, Münster 1996, S. 235–252. ISBN 3-927120-33-2
- Gunnar Lehmann: Sukās, Tall, in: Bibliographie der archäologischen Fundstellen und Surveys in Syrien und Libanon. Leidorf, Rahden/Westfalen 2002. ISBN 3-89646-639-9
- John Lund: Tell Soukas. In: Le royaume d’Ougarit. Aux origenes de l’alphabet. Hrsg. Geneviève Galliano, Yves Calvet, S. 63. Somogy, Paris; Lyon 2004. ISBN 2-85056-785-X.
- Antonia Ciasca: Phoenicia. In: Sabatino Moscati (Hrsg.): The Phoenicians. I.B.Tauris, London & New York 2001, ISBN 1-85043-533-2, Suqas, S. 183 (books.google.de).
- Nicola Schreiber: The Cypro-Phoenician Pottery of the Iron Age. Koninklijke Brill, Leiden 2003, ISBN 90-04-12854-9, Tell Sukas, S. 208/209 (books.google.de).